# Abbas Bayat
Abbas Bayat (Teheran, 14 juli 1947) is een Iraans zakenman. Hij is vooral bekend als eigenaar van voetbalclub Sporting Charleroi. 
Bayat werd geboren in een welgestelde familie, als zoon van de voormalige eerste minister Morteza Gholi Bayat en als lid van een familie die de grootste melkfabriek van Iran had. Bayat ging naar een internaat in Engeland en studeerde aan de Columbia Universiteit in de Verenigde Staten. Hij keerde naar zijn geboorteland terug na de revolutie. Bayat volgde zijn middelbaar onderwijs aan een Britse kostschool in Teheran en ging later management studeren in de VS. 
In 1980 startte hij een importbedrijf en consultingbedrijf dat samenwerkte met de Verenigde Staten. In 1987 kocht hij het Belgische merk Looza, dat hij in 1994 opnieuw verkocht aan Seagram, hoewel het onder leiding van zijn bedrijf bleef. In 1997 kocht hij de Waalse waterproducent Chaudfontaine, in 1999 fruitsapproducent Sunnyland en in 2000 het Britse Ben Shaw. In 2003 verkocht hij Chaudfontaine aan Coca-Cola.
Midden 2000 werd hij hoofdaandeelhouder van voetbalclub Sporting Charleroi. Zijn neven Mogi Bayat en Mehdi Bayat werden als algemeen en commercieel directeur aangesteld, maar in 2010 werd Mogi ontslagen vanwege zijn gedrag. In 2012 verkocht Abbas Bayat de club aan Fabien Debecq en zijn neef Mehdi Bayat werd er bestuurder.